# Парламентська сесія
Парламентська сесія — основна організаційна форма роботи парламенту, пленарні засідання і засідання постійних парламентських комітетів та комісій, протягом яких обговорюються законопроєкти.